# Cercopoidea
Die Cercopoidea (engl. froghoppers oder spittlebugs) sind neben den Membracoidea und den Cicadoidea eine Überfamilie innerhalb der Unterordnung der Rundkopfzikaden (Cicadomorpha, Clypeorrhyncha). Im deutschsprachigen Raum werden sie auch als Schaumzikaden im weiteren Sinne bezeichnet. Sie umfasst die Familien Blutzikaden (Cercopidae), Schaumzikaden (Aphrophoridae), die sehr seltenen Epipygidae, Clastopteridae und Machaerotidae.
Weltweit sind bis heute etwa 3000 Arten aus etwa 366 Gattungen beschrieben worden. Sowohl die erwachsenen Insekten als auch die Larven aller Vertreter der Cercopoidea sind Pflanzensaftsauger und teilweise als Überträger von Pflanzenviren (Erreger von Pflanzenvirosen) von wirtschaftlicher Bedeutung.

## Äußere Gestalt
In ihrer äußeren Gestalt unterscheiden sich die Arten der Cercopoidea zum Teil beträchtlich. Sie sind meist unauffällig strohfarben, bräunlich oder schwarz gefärbt. Blutzikaden (Cercopidae) sind dagegen oft auffällig schwarz-rot oder braun-orange gezeichnet. Die Körperform ist überwiegend länglich- oder breitlänglich-oval. Die Flügeldecken (Elytren) sind oft ledrig und mit Punktgruben besetzt (Cercopidae, Aphrophoridae) oder hyalin mit deutlicher oft erhabener Aderung (Macaerotidae, Clastopteridae). Sie verfügen wie alle Zikaden über eine dachartige Flügelhaltung in Ruhestellung. Unter den Vorderflügeln liegen die häutigen Hinterflügel. Der Körper und die Flügeldecken sind mit feinen Borsten bedeckt.
Die Füße (Tarsen) sind dreigliedrig. Die Hinterhüften (Coxae) sind konisch. Die Schienen des hinteren Beinpaares (Tibien) sind rund und meist relativ kurz. Die Schienen der Hinterbeine tragen ein bis mehrere kräftige Dornen sowie einen Dornenkranz (Meron) an der Basis. Die kräftigen Beine verleihen ihnen eine gute Sprungkraft.
Der Kopf verfügt über zwei Punktaugen (Ocellen) auf dem Scheitel (Vertex), ein Paar Facettenaugen und einem Paar kurzer borstenförmiger Fühler (Antennen). Die Stirnplatte (Clypeus) ist von vorn und seitlich betrachtet je nach Art mehr oder weniger blasenförmig vorgewölbt und beinhaltet die sogenannte Saugpumpe. Diese ist jedoch bei den Epipygidae reduziert.
Wie alle Zikaden verfügen auch die Cercopoidea über einen Saugrüssel zur Aufnahme von Pflanzensäften. Die Unterlippe (Labium) der Tiere ist als Gleitschiene für die aus den Mandibeln und Maxillen bestehenden Stechdornen ausgebildet. Innerhalb der Lacinien (einem Teil der Maxillen) verläuft ein Kanal, durch den gesaugt werden kann, sowie ein Speichelkanal, durch den Speichel in die Fraßstelle geleitet wird. Teile der Mundhöhle sind wie bei allen Schnabelkerfen zu einer Saugpumpe umgestaltet.

## Innerer Bau und Physiologie

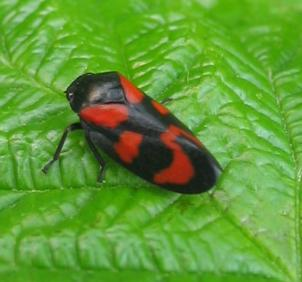
Gewöhnliche Blutzikade (Cercopis vulnerata), Blutzikaden (Cercopidae)

Die innere Anatomie und die Physiologie der Cercopoidea entspricht weitgehend jenem der Insekten.
In Anpassung an die spezielle Ernährung verfügen Cercopoidea wie alle Rundkopfzikaden jedoch über eine besondere Konstruktion des Verdauungstraktes, um überschüssiges Wasser beziehungsweise Kohlenhydrate abzugeben. Im Darm der Pflanzensaftsauger existiert einen Filterkammer, die eine Übergangsregion zwischen Vorder- und Mitteldarm und dem Hinterdarm herstellt. Sie ermöglicht die direkte Ableitung des überschüssigen Wassers und der Kohlenhydrate in den Enddarm. Ferner sind die Zentren der für Insekten typischen Strickleiternervensysteme bei den Rundkopfzikaden nur noch im Kopf und in der Brust vorhanden; der Hinterleib wird vom Nervenzentrum der Brust versorgt.

## Verbreitung
Die Cercopoidea sind mit Ausnahme der Arktis und Antarktis in allen zoogeographischen Regionen verbreitet. Sie sind besonders in den Tropen sehr artenreich. Nur ein geringer Prozentsatz der Cercopoidea ist bisher beschrieben worden. Besonders in der Neotropis werden aktuell neue Arten entdeckt und deren phylogenetische Stellung untersucht.

## Lebensweise
Gesichert ist, dass die Larven der Vertreter der Familien Cercopidae, Aphrophoridae und Clastopteridae in selbst erzeugten Schaumnestern leben. Eine Ausnahme sind die tropischen Machaerotidae, deren Larven in wassergefüllten, selbst erzeugten kalkhaltigen Röhrchen existieren.
Die Larven der Epipygidae produzieren offenbar keinen Schaum; die wenig bekannten erwachsenen Vertreter dieser Familie verfügen aber ansonsten über alle kennzeichnenden Merkmale der Cercopoidea.

## Phylogenie und Systematik der Cercopoidae

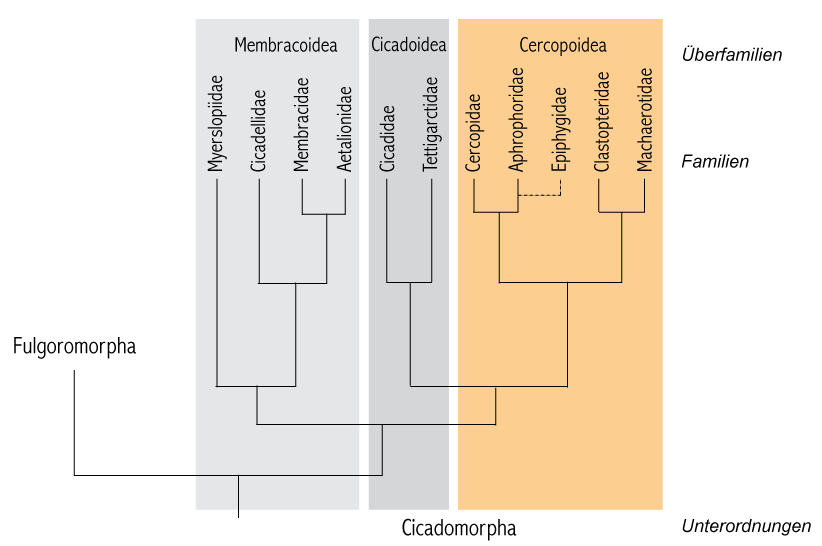
Phylogenetische Beziehungen der Cercopoidea innerhalb der Cicadomorpha (nach Cryan Oktober 2005, vereinfacht)

Eine umfassende phylogenetische Analyse der Überfamilie der Cercopoidea anhand der Ermittlung der ribosomalen 18S-rDNA, 28S-rDNA und Histone3 bestätigt die Monophylie der Überfamilie. Ferner wurde die Familie der Cercopidae als monophyletische Gruppe identifiziert. Von den möglicherweise paraphyletischen Aphrophoridae ist eine weitere, die neotropisch verbreitete Familie Epipygidae, abgespalten worden. Die Clastopteridae und die Macherotidae sind Schwestertaxa, wobei noch nicht endgültig geklärt ist, ob letztere als Unterfamilie (Macherotinae) der Clastopteridae aufzufassen sind.